# Grant Hanley
Grant Campbell Hanley (* 20. November 1991 in Dumfries) ist ein schottischer Fußballspieler, der bei Hibernian Edinburgh unter Vertrag steht. Er wird bevorzugt als Abwehrspieler eingesetzt, kann aber auch im defensiven Mittelfeld spielen. Im August 2011 kam er auch erstmals in der schottischen A-Nationalmannschaft zum Einsatz.

## Karriere

### Verein
Nachdem Hanley die Jugendmannschaften von Queen of the South und Crewe Alexandra durchlaufen hatte, wechselte er zum schottischen Erstligisten und Traditionsverein Glasgow Rangers. Von dort gelang ihm im Jahre 2008 der Sprung in die Jugendmannschaft des Premier-League-Vertreters Blackburn Rovers.
Unter Trainer Sam Allardyce wurde er am letzten Spieltag der Saison 2009/10 im Spiel gegen Aston Villa (1:0) erstmals eingesetzt. Das veranlasste Hanley dazu, seinen Vertrag bei den Rovers im Sommer 2010 um fünf Jahre zu verlängern. Trotz seiner positiven Entwicklung konnte er sich in der Folgesaison nicht gegen die Innenverteidiger Christopher Samba und Ryan Nelsen durchsetzen und kam so auf sieben Ligaeinsätze, wobei er nur einmal von Anfang an auf dem Feld stand. Sein erstes Ligator gelang ihm im März 2011 bei der 2:3-Niederlage gegen den FC Fulham.
Am 17. Januar 2025 wechselte Hanley zum englischen Drittligisten Birmingham City und unterschrieb einen Vertrag bis zum Saisonende.
Hanley unterzeichnete am 5. August 2025 einen Zweijahresvertrag beim schottischen Erstligisten Hibernian Edinburgh.

### Nationalmannschaft
Hanley konnte schnell in der U-19-Nationalmannschaft Schottlands überzeugen, sodass er bereits im Alter von 18 zu seinem ersten Einsatz in der U 21 kam. Sein erstes Spiel in der A-Nationalmannschaft Schottlands absolvierte er am 25. Mai 2011 beim Nations Cup gegen Irland (3:1).
Zur Fußball-Europameisterschaft 2021 wurde er in den schottischen Kader berufen, kam aber mit diesem nicht über die Gruppenphase hinaus.